# Ständehaus (Ehingen)

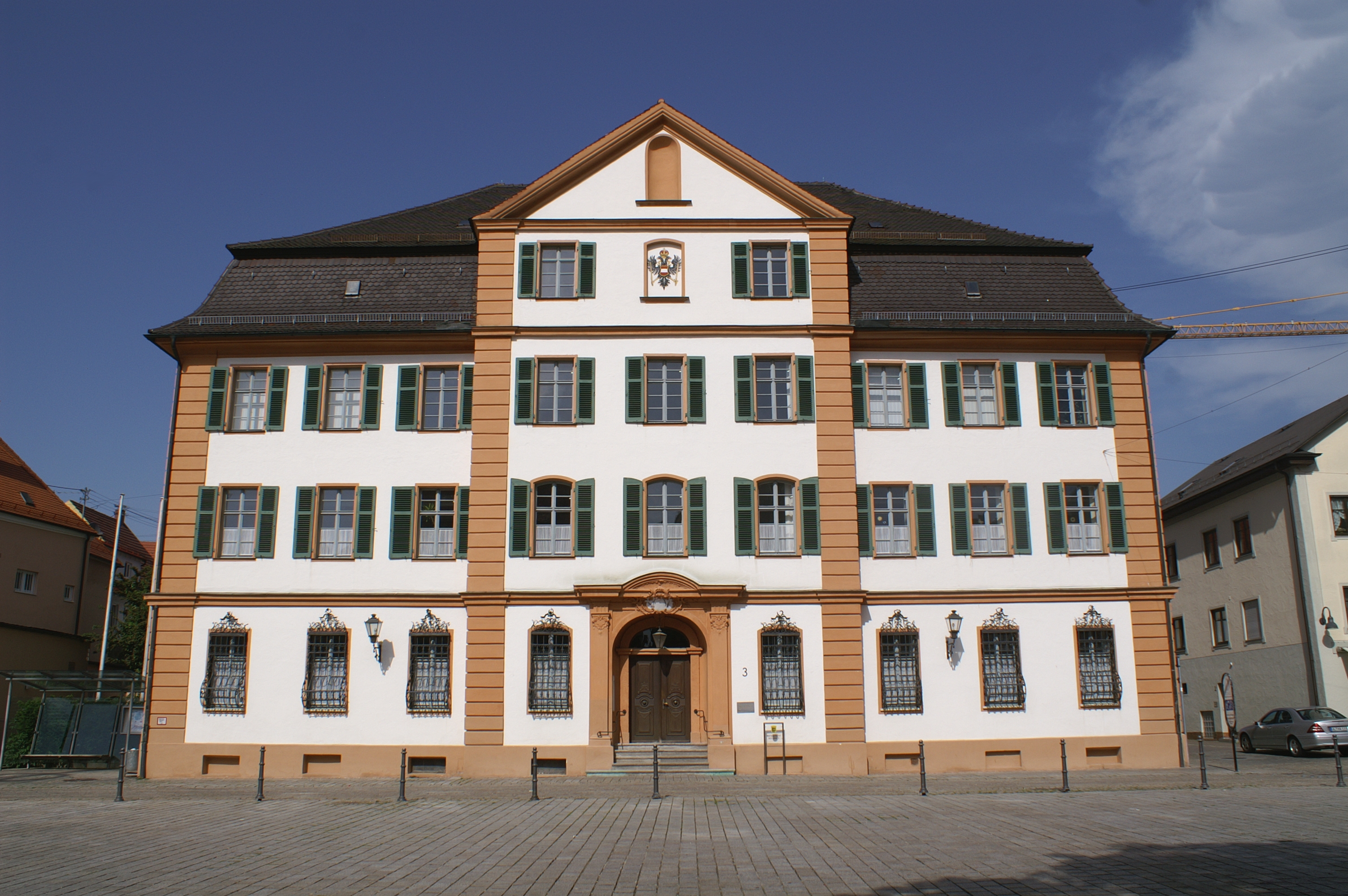
Ständehaus am Marktplatz von Ehingen

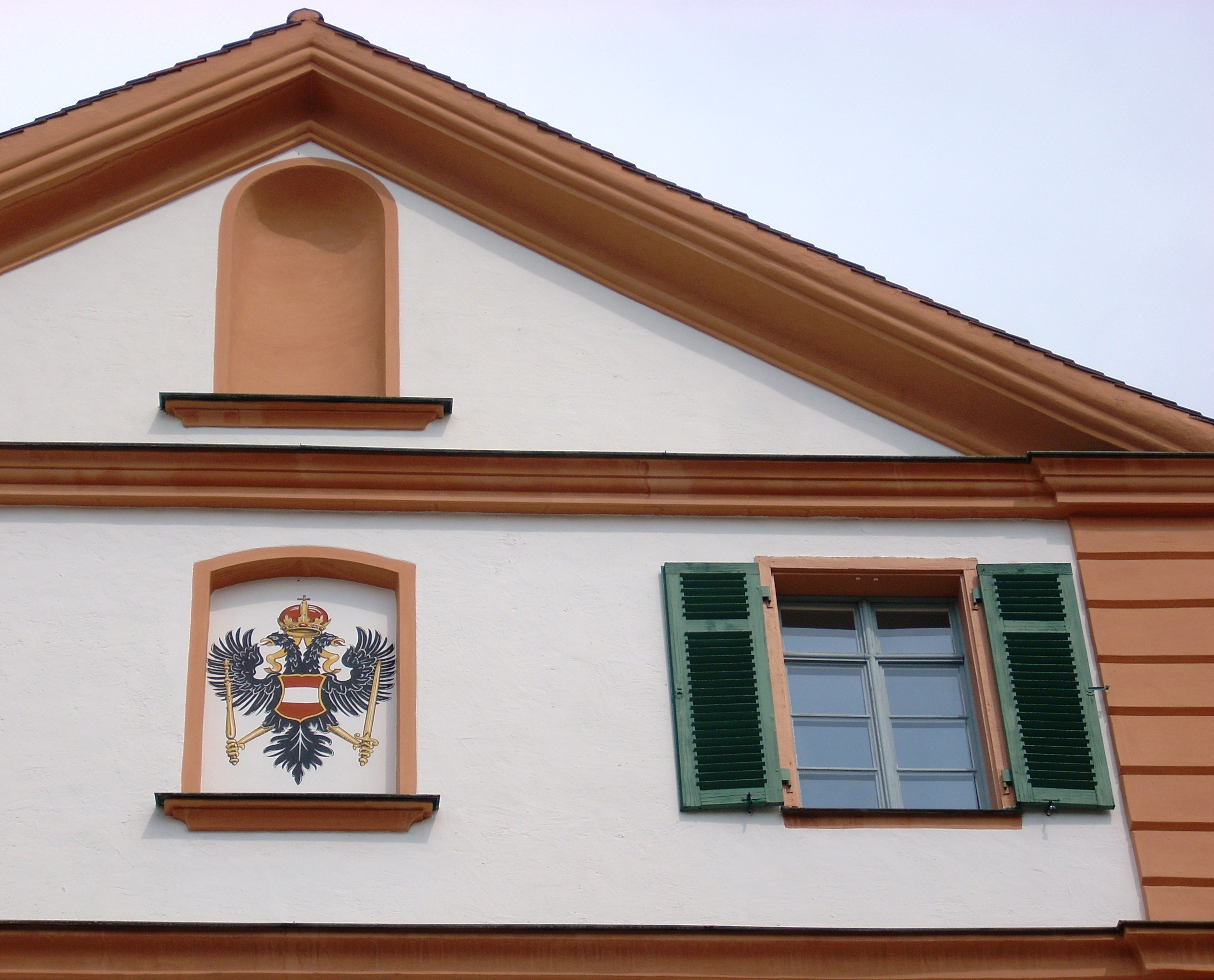
Österreichischer Doppeladler am Ständehaus

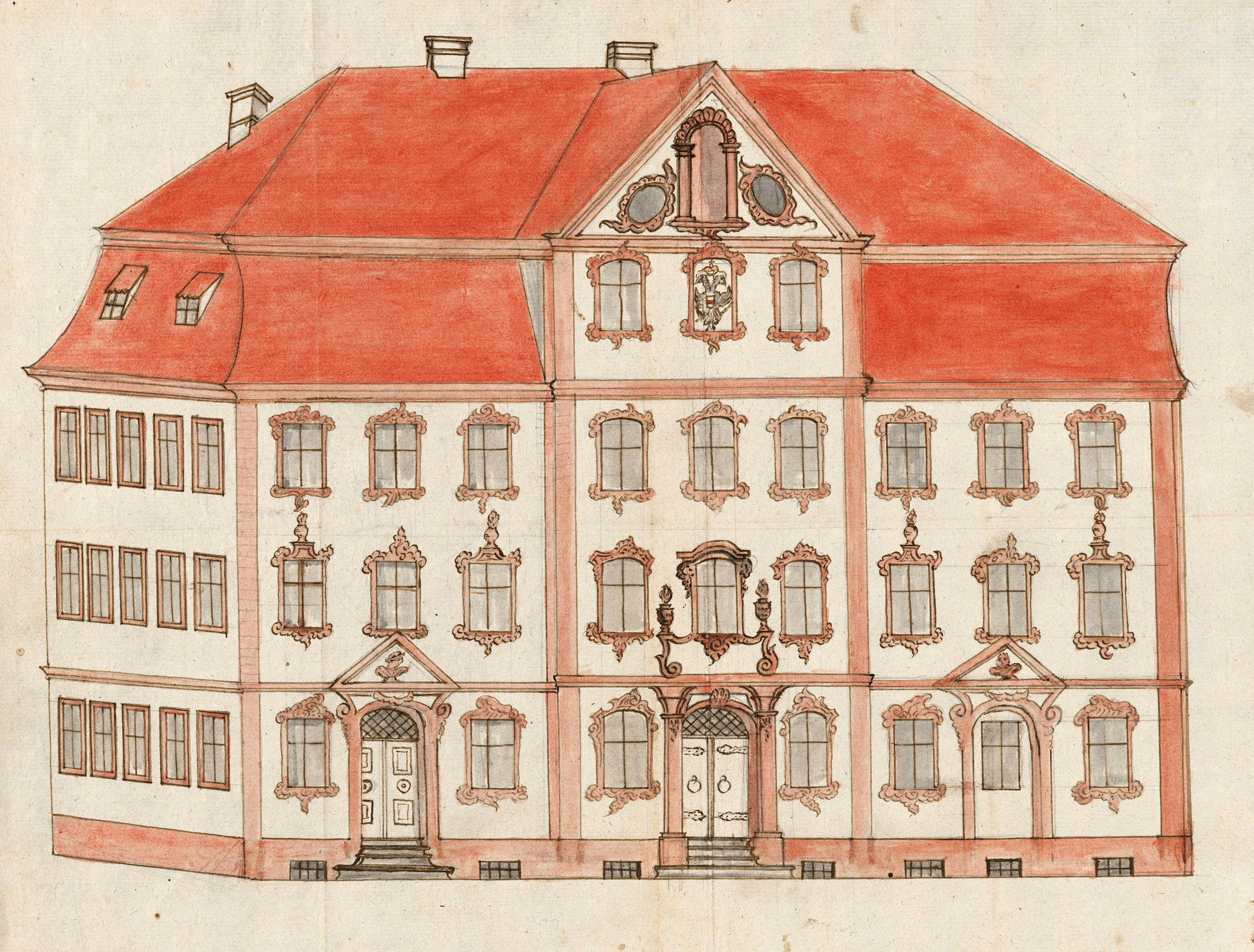
Ständehaus Ehingen, Zeichnung um 1769

Das Ständehaus in Ehingen an der Donau, einer Stadt im Südosten Baden-Württembergs, ist das dominierende Gebäude am Marktplatz der schwäbischen Kleinstadt. Es wurde 1750 – ein Jahr nach dem großen Stadtbrand – im spätbarocken Stil an Stelle der früheren Apotheke des Posthalters Mennas Menne errichtet und fällt durch seine farbkräftigen Fassadenelemente in Ocker und die grünen Fensterläden auf. Der Sitzungssaal im zweiten Stock ist mit Rokoko-Kartuschen und Stuckaturen gestaltet. Unter dem Giebel prangt der österreichische Doppeladler.
Nach dem Dreißigjährigen Krieg war Ehingen permanenter Sitz der schwäbisch-österreichischen Landstände von Vorderösterreich. Zwischen 1769 und 1805 diente das Gebäude als Amtshaus, Tagungsort und Archiv der Landstände. Als nach den napoleonischen Kriegen Vorderösterreich im Preßburger Frieden an Bayern bzw. Württemberg ging, kam das Oberamt Ehingen zum neu geschaffenen Königreich Württemberg, der Ostteil mit Günzburg hingegen zu Bayern.
Das Gebäude nimmt die ganze Ostseite des Marktplatzes ein und dient heute als Amtsgericht mit angegliedertem Grundbuchamt und Notariat.

## Marktplatz
Gegenüber steht das ebenfalls barocke Ellerbacher Schlösschen, ursprünglich Wohnsitz der Familie von Ellerbach. 1688 von französischen Truppen niedergebrannt, wurde er anschließend wieder aufgebaut und mit Deckenstuckaturen versehen. Im Erdgeschoss sind klassizistische Malereien über mythologische Themen zu sehen.
Auf der Nordseite des architektonisch stilvollen Platzes befand sich der 1713 von österreichischen Stiftern errichtete Marienbrunnen, der 1877 abgebaut worden war, nachdem Ehingen eine Wasserversorgung erhalten hatte. 1987 wurde der Theodul-Brunnen eingeweiht, der dem Stadtpatron und seiner Glockenlegende mit dem Teufel gewidmet ist. Neben den Wasserspeiern darunter sind Szenen aus dem bäuerlichen und Stadtleben sowie der „Spritzenmuck“ dargestellt, die Hauptfigur der Ehinger Fasnet.